# Aramus

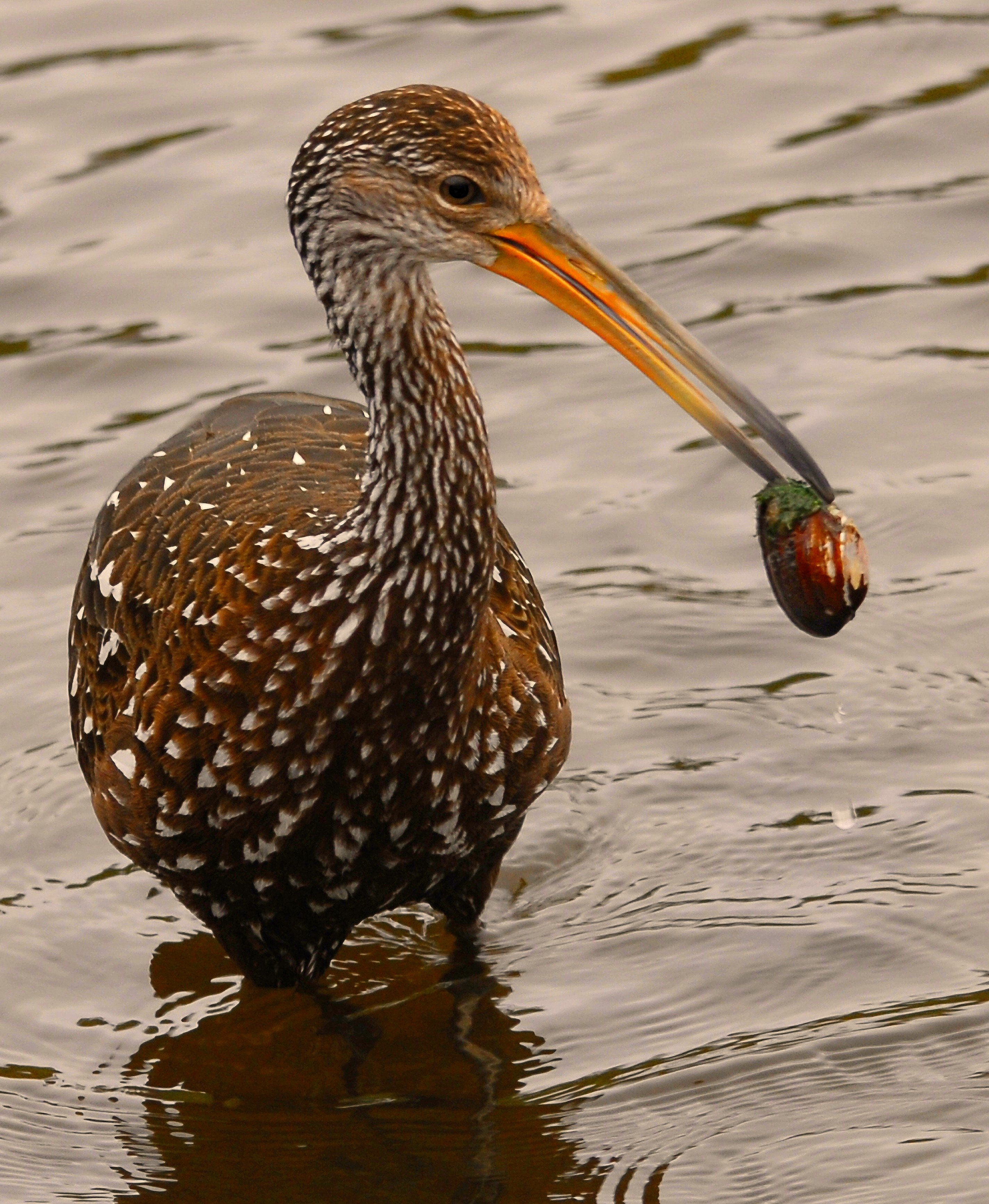
Ejemplar de carrao (Aramus guarauna) alimentándose de un molusco, ítem dominante entre los que integran su dieta.

Aramus es un género de aves de la familia de los arámidos. Está integrado por 2 especies, una extinta y otra viviente, las que solo fueron registradas en América y son denominadas comúnmente carraos o caraúes.

## Taxonomía
Este género fue descrito originalmente en el año 1816 por el ornitólogo francés Louis Jean Pierre Vieillot para incluir en él a su especie tipo, Scopolax guarauna (hoy denominada Aramus guarauna), la cual había sido descrita en 1766 por Carlos Linneo. Las poblaciones de esa especie durante parte del siglo XX eran tratadas como conformando dos especies separadas, Aramus scolopaceus para las de América del Sur y Aramus pictus para las de Florida, las Antillas Mayores, el sur de México y América Central.
En el año 1997 se describió una segunda especie válida (Aramus paludigrus) sobre la base de la exhumación de restos fósiles ubicados en estratos referidos al Mioceno medio, los que fueron localizados en el yacimiento paleontológico de La Venta, en la región central de Colombia. El material correspondió a un tibiotarso casi completo de una longitud de 196 mm, un tamaño alrededor de 20 % mayor al de la especie viviente.
Registros fósil identificados solo a nivel genérico o como Aramus pictus (correspondientes a la hoy subespecie norteamericana de la especie viviente) también se describieron de Estados Unidos, en el oeste de Nebraska y Florida.
Aramus es el género tipo de su propia familia, la de los arámidos (Aramidae), creada en 1849 por el naturalista, político y ornitólogo francés Charles Lucien Jules Laurent Bonaparte, hijo de Lucien Bonaparte y sobrino del emperador Napoleón.

## Subdivisión, distribución y hábitat
Este género se compone de 2 especies: 
- Aramus guarauna (Linnæus, 1766)
- Aramus paludigrus Rasmussen, 1997[1]

Aramus guarauna es una especie viviente, que habita en marismas y pantanos, con o sin árboles, en ambientes dulceacuícolas o ligeramente salobres de regiones templadas y cálidas, desde el sudeste de Estados Unidos hasta el centro de la Argentina.
Es un ave de costumbres crepusculares y se alimenta casi exclusivamente de grandes caracoles acuáticos. 
La segunda especie (A. paludigrus), está extinta ya que solo se conoce del registro fósil. Se ha descrito a partir de sedimentos del Mioceno medio de Colombia.